# Piotr Przydział
Piotr Przydział (Sędziszów Małopolski, Voivodat de Subcarpàcia, 15 de maig de 1974) va ser un ciclista polonès, professional del 1999 al 2008. En el seu palmarès destaquen un Campionat nacional en ruta i dos en Campionat nacional en contrarellotge. També va guanyar la Volta a Polònia del 2000.

## Palmarès
- 1991
  - 1r a la Małopolski Wyścig Górski
- 1998
  -  Campió de Polònia en contrarellotge
  - 1r al Gran Premi des Foires d'Orval
- 1999
  - Vencedor d'una etapa a la Volta a Portugal
  - Vencedor d'una etapa a la Cursa de la Pau
- 2000
  - 1r a la Volta a Polònia
- 2001
  -  Campió de Polònia en contrarellotge
  - 1r a la Majowy Wyścig Klasyczny-Lublin
  - 1r al Bałtyk-Karkonosze Tour
  - 1r al Gran Premi Weltour
  - Vencedor de 2 etapes a la Małopolski Wyścig Górski
- 2002
  - Vencedor de 2 etapes a la Cursa de la Pau
- 2003
  -  Campió de Polònia en ruta
- 2004
  - 1r a la Szlakiem Grodów Piastowskich i vencedor d'una etapa
  - 1r a la Majowy Wyścig Klasyczny-Lublin
- 2005
  - 1r al Gran Premi Kooperativa

### Resultats al Giro d'Itàlia
- 2003. Abandona (6a etapa)